# Rischs algoritm
Rischs algoritm är en algoritm för symbolisk beräkning av primitiva funktioner. Algoritmen avgör huruvida primitiven till en given funktion kan uttryckas i termer av kända funktioner och hittar om så är fallet en lösning. Med "kända funktioner" menas normalt de elementära funktionerna, men metoden kan även utökas så att den hanterar andra funktioner. 
Den bakomliggande teorin härstammar från, bland andra, Niels Henrik Abel och Joseph Liouville. Den amerikanske matematikern Robert Henry Risch utvecklade teorin till en systematisk metod och beskrev den 1969 i artikeln The Problem of Integration in Finite Terms. Algoritmen är en hörnsten i moderna datoralgebrasystem, men mycket komplicerad att implementera praktiskt. Den fullständiga beskrivningen av Rischs algoritm omfattar mer än 100 sidor. En enklare och snabbare men inte lika kraftfull variant är Risch-Norman-algoritmen, som utvecklades 1976 av Arthur Norman.